# Стартрек: Возмездие
«Стартрек: Возмездие» (англ. Star Trek Into Darkness, букв. перевод — «Звёздный путь во тьму») — двенадцатый полнометражный научно-фантастический фильм, являющийся частью научно-фантастической медиафраншизы «Звёздный путь». Официально работы над фильмом анонсированы компанией Paramount Pictures в 2010 году. В начале 2010 года Paramount Pictures заявила, что фильм выйдет на экраны 29 июня 2012 года. Премьера состоялась в Сиднее 23 апреля 2013, а мировой прокат начался с 9 мая 2013 года. В России и США картина вышла в прокат 16 мая 2013 года. Это был последний раз, когда Леонард Нимой играл Спока, и его последний фильм в целом перед его смертью два года спустя 27 февраля 2015 года.
Фильм получил позитивные оценки критиков и хорошо показал себя в прокате, став самым кассовым фильмом франшизы «Звёздный путь».

## Сюжет
В 2259 году капитан Джеймс Кирк был отстранён от командования космическим кораблём «Энтерпрайз» за нарушение Главной директивы после того, как корабль заметили первобытные жители планеты Нибиру, так как Кирк пытался спасти их и Спока от катастрофического извержения вулкана. Адмирал Кристофер Пайк восстановлен в должности командира, а Кирк понижен в должности до помощника командира. Спока переводят на другой корабль. Вскоре после этого офицер Звёздного флота Томас Хэрвуд, посланный командиром Джоном Харрисоном, атакует в Лондоне базу Секции 31, контрразведки Федерации. Во время экстренного совещания Харрисон использует корабль, чтобы устроить засаду и убить Пайка и других офицеров, а затем отправиться на Кронос, родной мир враждебных клингонов.
Адмирал Александр Маркус восстанавливает Кирка и Спока на «Энтерпрайзе» и приказывает убить Харрисона, используя новую фотонную торпеду дальнего действия. Главный инженер Монтгомери Скотт возражает против размещения на корабле непроверенных торпед без точной спецификации; когда Скотти отказывают, он покидает корабль. Кирк назначает Павла Чехова вместо Скотти. К экспедиции также присоединяется дочь адмирала Кэрол Маркус. По пути на Кронос варп-двигатель «Энтерпрайза» оказывается повреждён. Кирк высаживается со Споком и Ухурой на планету, где они попали в засаду клингонских патрулей. Появляется Харрисон и убивает клингонов. Затем Харрисон сдаётся, когда узнаёт точное количество торпед на борту «Энтерпрайза». Позже он предлагает вскрыть одну из них, чтобы экипаж понял причину его поступка. Кэрол признаётся капитану Кирку, что попала на корабль по подложному приказу.
Доктор Леонард Маккой и Кэрол Маркус, открывают торпеды, выясняя, что в них находятся крионически замороженные люди. Харрисона доставляют на бриг «Энтерпрайза», где он раскрывает свою истинную личность как Хан Нуньен Сингх, генетически модифицированный сверхчеловек, пробуждённый от многовекового сна адмиралом Маркусом, который заставил его разрабатывать передовое оружие. Хан рассказывает, что Маркус саботировал варп-двигатель «Энтерпрайза», планируя, что корабль уничтожат клингоны после его атаки на Кронос, что вызовет войну с империей клингонов. Хан также даёт Кирку набор координат, которые Кирк просит Скотта исследовать. Скотт обнаруживает координаты, ведущие к скрытому объекту Звёздного флота.
«Энтерпрайз» перехвачен более крупным военным кораблём Звёздного флота «Возмездие», которым командует адмирал Маркус. Маркус требует, чтобы Кирк доставил Хана, но «Энтерпрайз» летит на Землю, чтобы разоблачить Маркуса. После того, как «Возмездие» отключает «Энтерпрайз» возле Луны, Кэрол раскрывает своё присутствие на «Энтерпрайзе», чтобы остановить атаку. Маркус транспортирует Кэрол на «Возмездие», прежде чем приказать уничтожить «Энтерпрайз». «Возмездие» теряет тягу после саботажа Скотти, который проник в корабль. С помощью транспортёров Кирк и Хан совершают космический прыжок на «Возмездие». Хан одолевает Кирка, Скотта и Кэрол, убивает Маркуса и берёт под контроль «Возмездие».
Хан требует, чтобы Спок вернул замороженную команду в обмен на офицеров «Энтерпрайза». Спок подчиняется, но он и Маккой тайно достают замороженную команду Хана из торпед. Спок взрывает боеголовки, нанося вред кораблю. Когда оба космических корабля попадают под действие гравитации Земли, они начинают резко падать. Кирк входит в камеру радиоактивного реактора «Энтерпрайза», чтобы перенастроить ядро варп-двигателя, жертвуя собой ради спасения корабля.
Хан врезается на «Возмездии» в городской центр Сан-Франциско, пытаясь уничтожить штаб-квартиру Звёздного флота, а Маккой обнаруживает, что кровь Хана обладает регенеративными свойствами, которые могут спасти Кирка. Спок преследует Хана по городу, завязывается рукопашный бой. Ухура транспортируется и оглушает Хана. Спок собирается убить Хана, но Ухура останавливает его, объясняя, что он единственный шанс спасти капитана. Кровь Хана оживляет Кирка, а самого Хана запечатывают в его криогенную капсулу и хранят вместе с соотечественниками. Год спустя Кирк выступает на церемонии повторного ввода в строй «Энтерпрайза». Экипаж «Энтерпрайза» начинает пятилетнюю исследовательскую миссию.

## Актёры
- Крис Пайн — капитан корабля Звёздного флота «Энтерпрайз» Джеймс Т. Кирк[20].
- Закари Куинто — коммандер Спок, первый офицер (старпом), офицер по науке, уроженец планеты Вулкан, по материнской линии человек[21].
- Бенедикт Камбербэтч — Джон Харрисон, офицер Звёздного флота. Он же Хан Нуньен Сингх, генетически усовершенствованный человек, диктатор 1990-х годов, изгнанный с Земли и замороженный в стазисе[англ.] на 300 лет.
- Карл Урбан — глава медслужбы корабля «Энтерпрайз», доктор Леонард «Боунс» Маккой, врач, решивший податься в Звёздный флот после развода и сразу же познакомившийся с Кирком[21].
- Зои Салдана — лейтенант Нийота Ухура, офицер связи и лингвист на борту «Энтерпрайзa», состоит в романтических отношениях с коммандером Споком[21].
- Антон Ельчин — прапорщик Павел Чехов, пилот-навигатор, временно исполняющий обязанности главного инженера.
- Джон Чо — лейтенант Хикару Сулу, пилот-навигатор, временно исполняющий обязанности капитанa[21].
- Саймон Пегг — лейтенант-коммандер Монтгомери «Скотти» Скотт, главный инженер.
- Брюс Гринвуд — адмирал Кристофер Пайк, близкий друг отца капитана Джеймса Кирка, который привёл последнего в Звёздный флот.
- Питер Уэллер — адмирал Александр Маркус.
- Элис Ив — научный сотрудник Кэрол Уоллес, она же доктор Кэрол Маркус, дочь адмирала.
- Ноэль Кларк — Томас Хэрвуд, сотрудник Звёздного флота, работающий в Секции 31.
- Назнин Контрактор — Рима Хэрвуд, жена Томаса.
- Леонард Нимой — Спок из другой временной линии вселенной «Звёздный Путь».

## Создание
Работы над фильмом начались вскоре после выпуска предыдущего — «Звёздный путь: XI» в 2009 году. Собирать идеи и работать над сценарием начали Дэймон Линделоф, Роберто Орси и Алекс Куртцман. Дж. Дж. Абрамс имел доступ к предварительным материалам и, не вдаваясь в подробности, вплоть до 2011 года включительно, комментировал их работу. В начале 2011 года работа над сценарием была окончена. Дж. Дж. Абрамс сообщил, что примет решение о режиссуре фильма после прочтения сценария.

Я думаю, неправильно принимать решение быть или нет режиссёром фильма, сценарий которого я ещё не читал.— Дж. Дж. Абрамс
Процесс съёмок планировался на весну 2011 года, однако возникли проблемы с графиком съёмок у Криса Пайна, который был занят работой над фильмом «Искусство делать деньги», играя аналитика ЦРУ Джека Райана в экранизации романов Тома Клэнси.
Съёмки начались в январе 2012 года. 24 февраля 2012 года появились первые фотографии со съёмок, на которых Бенедикт Камбербэтч, одетый в чёрный вариант стандартной формы Звёздного флота, противостоит Споку (Закари Куинто) и Ухуре (Зои Салдана). Подробности о роли Камбербэтча не раскрывались до окончания съёмок фильма, и только потом стали известны имя и мотивы его персонажа — Джон Харрисон, который мстит за события прошлого.
Практически весь фильм снят с помощью камер IMAX MSM 9802 с оптикой Hasselblad и камерами Iwerks MSM 8870, также использовались камеры Arriflex 435 ES, Panavision Panaflex Millennium XL2; для съёмки некоторых сцен использовались камеры Red Epic.

### Название
По словам Дж. Дж. Абрамса, в отличие от оригинальной серии фильмов о «Звёздном пути», окончательное название фильма имеет подзаголовок без цифры, обозначающей номер эпизода, как было в серии фильмов по «Следующему поколению». Это позволило избежать путаницы между текущим фильмом и выпущенным в 1982 году «Звёздный путь II: Гнев Хана», а также скачка от «Звёздного пути» к «Звёздному пути XII». Кроме того, Дж. Дж. Абрамс отказался использовать в названии двоеточие. По его словам: «Когда люди видят двоеточие перед словом Into, название начинает казаться им немного глупым». Деймон Линделоф, рассматривая все предложенные варианты названия, пошутил, сказав, что он бы предпочел «Звездный путь: Трансформеры 4», «потому что оно технически оправдано».
Решение российского кинопрокатчика изменить название фильма на «Стартрек: Возмездие» вызвало недоумение у поклонников вселенной Звёздного пути и простых зрителей: это название полностью повторяет название 10-го фильма от 2002 года. Сообществом была создана интернет-петиция с просьбой вернуть фильму его правильное название.

### Места съёмок
Работа съёмочной группы протекала в Лос-Анджелесе, штат Калифорния, на территории Ливерморской национальной лаборатории в Ливерморе, а также в Greystone Mansion в Беверли-Хилс, в студиях Paramount Pictures в Голливуде и Sony Pictures в Калвер-Сити, в Хрустальном соборе в Гарден-Гров были сняты финальные сцены фильма.

### Музыка
Star Trek Into Darkness: Music from the Motion Picture — музыкальный сборник Майкла Джаккино к фильму 2013 года Стартрек: Возмездие.
Вся музыка написана Майклом Джаккино.
| №   | Название                                       | Длительность |
| --- | ---------------------------------------------- | ------------ |
| 1.  | «Logos / Pranking the Natives»                 | 3:02         |
| 2.  | «Spock Drops, Kirk Jumps»                      | 1:44         |
| 3.  | «Sub Prime Directive»                          | 2:24         |
| 4.  | «London Calling»                               | 2:10         |
| 5.  | «Meld-Merized»                                 | 2:41         |
| 6.  | «The Kronos Wartet»                            | 5:26         |
| 7.  | «Brigadoom»                                    | 3:42         |
| 8.  | «Ship to Ship»                                 | 2:51         |
| 9.  | «Earthbound and Down»                          | 2:38         |
| 10. | «Warp Core Values»                             | 2:57         |
| 11. | «Buying the Space Farm»                        | 3:18         |
| 12. | «The San Fran Hustle»                          | 5:01         |
| 13. | «Kirk Enterprises»                             | 3:01         |
| 14. | «Star Trek Main Theme»                         | 3:25         |
| 15. | «The Growl» (performed by Conway; bonus track) | 2:56         |

## Отзывы
Фильм ещё до выхода в прокат привлёк внимание зрителей и прессы. Алексей Коленский из газеты «Культура» назвал «Стартрек: Возмездие» самым ожидаемым блокбастером месяца. Радио «Коммерсант FM» прогнозировало, что «фильм возглавит чарт российского бокс-офиса» в первый же уик-энд проката.
Обозреватель РИА Новости Михаил Шиянов отмечает, что в этом фильме экипаж «Энтерпрайза» почти не занимается своей обычной работой — «совсем не занимается исследованиями далёких миров, а гоняется за космическим сверхчеловеком Ханом». Шиянов считает, что «фильм смотрится прилично — он красивый, динамичный, порой смешной и даже немного трогательный. И всё же в этой многомиллионной конструкции слишком чувствуется задача понравиться каждому». Наталия Григорьева считает плоским «сюжет про погрязшее в коррупции начальство звёздного флота» и что «большую часть экранного времени занимают перестрелки, драки, крушения звездолётов и прочие экшн-сцены»; она отмечает, что «непростые и понятные узкому кругу фанатов отношения членов экипажа „Энтерпрайза“ режиссёр переводит в более доступный и „продаваемый“ формат — иногда даже чересчур», называя «самой эротической сценой фильма» ту, «в которой Кирк и Спок через стекло соприкасаются ладонями».
На сайте Rotten Tomatoes фильм получил рейтинг 84 % при средней оценке 7,4 из 10.
На фанатской конференции «Star Trek 2013 Convention» признали фильм самым худшим во франшизе «Звёздного пути».